# Војни адвокати (4. сезона)
Четврта сезона серије Војни адвокати је емитована од 22. септембра 1998. године до 25. маја 1999. године и броји 24 епизоде.

## Опис
Главна постава се у овој сезони није мењала.

## Улоге
- Дејвид Џејмс Елиот као Хармон Раб мл.
- Кетрин Бел као Сара Макензи
- Патрик Лаборто као Бад Робертс
- Џон М. Џекосн као Алберт Џетро Чегвиден

## Епизоде
| Бр. у серији | Бр. у сезони | Наслов                               | Редитељ       | Сценариста                                                  | Премијерно емитовање |
| --- | ------------ | ------------------------------------ | ------------- | ----------------------------------------------------------- | -------------------- |
| 62 | 1            | Циганске очи (2. део)                | Тони Вармби   | Доналд П. Белисарио                                         | 22. септембар 1998.  |
| Гласом, Харм подсећа на своју потрагу за својим оцем из претходне епизоде. Руси тврде да су Харм и Мек изгинули током пробне вожње МИГ-29. Истина је да су искочили пре него што се авион срушио. Придружују се брату и сестри циганима, Васји и Руси, који су их одвели до вагона на жалазничкој станици и прерушили их у цигане. Руса је имала визију у којој су је руски војници силовали и убили Харма пре него што је могао да је спасе. Харм је убеђен да се визија неће остварити. На железничкој станици, пре него што су Харм и Мек сели на воз за Либијанку, пронашао их је "Соко". Након неког оклевања, одлучују да му верују и пуштају га да их одведе у Москву, где проналазе Чегвидена, агента Веба и Алексеја, који је у ствари дупли агент највише одан ЦИА-и, која га плаћа боље. Харм и Мек коначно стижу у Свишево, где проналазе жену која је неговала Харма ст. када је побегао из Воркуте. Жена прича причу која је иста као и Русина визија, сем што је у њој Харм ст. уместо Харма мл. и она уместо Русе. Жена каже да је Харм ст. умро и да је сахрањен у Тајги. |              |                                      |               |                                                             |                      |
| 63 | 2            | Амбасада                             | Алан Џ. Луи   | Р. Скот Џемил                                               | 29. септембар 1998.  |
| Тајна истрага током пријема у Суднаској амбасади постаје борба за живот или смрт када побуњеници упадну у зграду у којој заробљава Харма и Мек, заједно са утицајним суданским пацифистом који је отет. |              |                                      |               |                                                             |                      |
| 64 | 3            | Невиност                             | Tони Вармби   | Дејна Коен                                                  | 6. октобар 1998.     |
| Када је редов Гилтри оптужен за силовање Јапанке, Харм и Мек морају да се боре и са јапанским правним саставом и са непоузданим сведоком да би скинули љагу са младића кога чека доживотна робија ако га прогласе кривим. |              |                                      |               |                                                             |                      |
| 65 | 4            | У потери за Франческом               | Алан Џ. Луи   | Стивен Зито                                                 | 13. октобар 1998.    |
| Харм и адмирал морају да спасу Чегвиденову ћерку Франческу од мафије док спречавају продају украденог пројектила Ирану. |              |                                      |               |                                                             |                      |
| 66 | 5            | Удружење обожавалаца Мартина Бејкера | Tони Вармби   | Дејна Коен                                                  | 20. октобар 1998.    |
| Роско Мартин и још тројица пацијената из војне болнице беже и крију се у Хармовом стану. Али разлог за такво Роскоово понашање лежи у томе како се према пацијента опходе. |              |                                      |               |                                                             |                      |
| 67 | 6            | Терористички чин                     | Алан Џ. Луи   | Лари Московиц                                               | 27. октобар 1998.    |
| Када војни чувар погуби могућег терористу на народној телевизији, то изгледа као лака победа за Мек. Али када је Харма заменио грађански адвокат и још разлика буде, случај ускоро постаје запетљана мрежа у којој су ЦИА и ултра-конзервативни амерички уговарач. |              |                                      |               |                                                             |                      |
| 68 | 7            | Анђели чувари                        | Tони Вармби   | Р. Скот Џемил                                               | 3. новембар 1998.    |
| Након што пилот тврди да му је Бог рекао да не обара ирачки борбени авион, Мек и скептични Харм траже више земаљско објашњење. |              |                                      |               |                                                             |                      |
| 69 | 8            | Господин Раб иде у Вашингтон         | Џинот Шварц   | Стивен Зито                                                 | 10. новембар 1998.   |
| Харм је замољен да помаже на конгресној истрази око тога да ли је америчка војска користила гас сарин у току заливског рата на Американцима који су правили хемијско оружје за Садама Хусеина. У исто време, Мекин бивши муж се појављује и тражи новац, а краљевски аустралијански војник Мик Брамби долази у штаб. |              |                                      |               |                                                             |                      |
| 70 | 9            | Држава против Мек                    | Tони Вармби   | Лари Московиц                                               | 17. новембар 1998.   |
| Крис је пронађен мртав, Харм заступа Мек, а Мик заступа Мекиног ментора и љубавника поручника Џона Фароуа на суђењу на ком Микова одбрамбена стратегија ставља кривицу на Мек. Фароу тврди да је намерно убио Криса, док Мек тврди да је она убила Криса. Крисов књиговођа сведочи да је Мек случајно убила Криса кад је он потегао пиштољ на њу. Командир Линдзи води војно тужилаштво и трајно одлази из САГ-а. |              |                                      |               |                                                             |                      |
| 71 | 10           | Црни млазњак                         | Џинот Шварц   | Дејвид Забел                                                | 24. новембар 1998.   |
| Истрага око пада Стелта којим је управљао Хармов друг, поручник-командир Џек Китер, у Ирану се претвара у тајну операцију спашавања када Харм и Мек сазнају да је авион нетакнут и скривен. Веб предлаже да Харм и Мек извуку Китера из затвора и превезу га до Турске. Чегвидену се не допада та замисао, па су уместо њих војници послати да га спасу. |              |                                      |               |                                                             |                      |
| 72 | 11           | САГ-овска звона                      | Грег Бимен    | Р. Скот Џемил                                               | 15. децембар 1998.   |
| Изненадна појава Мекине "мале сестре", војним психијатром оптуженим за вожњу под утицајем нечега токм снега у Вашингтону ствара хаотичну атмосферу у штабу САГ-а. Испада да је Мекина мала сестра ћерка подморничара за кога се претпостављало да је мртав. Чегвиден покушава да се укрца на авион за Италију да би видео своју ћерку. Након што не успе да се укрца на комерцијални лет, Бад му проналази место у Ц-130. |              |                                      |               |                                                             |                      |
| 73 | 12           | Правда за људе у плавом              | Хјуго Кортина | Дејвид Забел                                                | 12. јануар 1999.     |
| Власника кафане су претукла три морнара, који тврде да је он силовао њихову морнаркињу Лопезову. Али испада да је човек импотентан због повреде коју је задобио у Вијетнаму. Харм и Мек на крају откривају да је Лопезова остала у кафани сама и да ју је власник кафане само ставио на задње седиште својих кола, где ју је касније силовао један од морнара. |              |                                      |               |                                                             |                      |
| 74 | 13           | Ратне приче                          | Грег Бимен    | Дејна Коен                                                  | 13. јануар 1999.     |
| Талачка ситуација на Балкану се погоршава па је екипа МВК-оваца проглашена кривом за њихове смрти. Мек и Бад су добили задатак да бране вођу екипе, командира Рисницког, али Рисницки је свестан Бадовог мањка искуства. Док је на одсуству, а Харм на челу САГ-а, адмирал Чегвиден постаје технички саветник на филму Поље злата који је настао на основу војних пустоловина на суду. |              |                                      |               |                                                             |                      |
| 75 | 14           | Вебове лажи                          | Mарк Хоровиц  | Р. Скот Џемил                                               | 9. фебруар 1999.     |
| Када је агент ЦИА-е Клејтон Веб наводно убијен, Харм и Мек морају још једном да се суоче са Кларком Палмером, који покушава да преузме високо-технолошки јапансио састав оружја који је Веб носио. |              |                                      |               |                                                             |                      |
| 76 | 15           | Риверсово бекство                    | Грег Бимен    | Лари Московиц                                               | 16. фебруар 1999.    |
| Када је поручник Риверс наизглед убио четрнаестогодишњака током војне вежбе, Харм и Мек морају да га бране пре владиних сепаратиста из "кенгурског суда". МВК-овце је преусмерио са њиховог обичног терена за обуку агент Ал Гренин да би их укључио у лов на бегунца Ворена Тобина. Харијет Симс је унапређена у чин поручника ниже класе. |              |                                      |               |                                                             |                      |
| 77 | 16           | Тиха служба                          | Алан Џ. Луи   | Дејна Коен                                                  | 23. фебруар 1999.    |
| Низ кварова на војној подморници доводи до препирања између Харма и Мек око дељења заједничких одаја. Али када квар постане смртоносан, њих двоје стављају по страни своје несугласице и сазнају ко покушава да повреди посаду. Харм открива да је то главни подморнички механичар, чији подаци укључују три догађаја у којима је излечио местимично ретке болести. |              |                                      |               |                                                             |                      |
| 78 | 17           | Ничије дете                          | Tони Вармби   | Стивен Зито                                                 | 2. март 1999.        |
| Неидентификовано тело младе девојке живцира Харма, па он повлач све везе да би сазнао ко је она и што ју је неко убио, док се Харијет бори са совјим емоцијама око случаја. Бад је добио службена кола. Харм и поручник Колтер одлази у Вирџинију где препознају девојчицу и проналазе њену сестру. |              |                                      |               |                                                             |                      |
| 79 | 18           | Изнуда                               | Алан Џ. Луи   | Р. Скот Џемил                                               | 30. март 1999.       |
| Постака новог састава на броду Морски корал изазива нестанак струје током борбене опреације, а Харм и Мек су позвани да истраже. Харм сумња на грађанског техничара Њумена, док Мек сумња на другог грађанског техничара Јарбороуа. Десио се огрман проблем јер је милион долара украдено из једне подморнчике одаје, а то се уклапа у планове обојице. Харм је довео војног психијатра да прегледа девојчицу коју је Колтер открио у претходној епизоди. |              |                                      |               |                                                             |                      |
| 80 | 19           | Противници                           | Tони Вармби   | Синопис: Лари Московиц Сценарио: Дејна Коен и Лари Московиц | 13. април 1999.      |
| Након што је унапређен, Бадов први случај као адвоката је да брани свог оца "Великог Бада" Робертса због оптужбе за превару и крађу, док је Харм тужилац. Бад мл. успева да оптужбе против свог оца одбаци током саслушања по члану 32, а Харм наређује Баду ст. да не каже свом сину истину јер неће ни он. |              |                                      |               |                                                             |                      |
| 81 | 20           | Други поглед                         | Tеренс О’Хара | Дејна Коен                                                  | 27. април 1999.      |
| Мек има проблема јер је озлојеђена јер ће јој отац умрети, док Харм иде на ласерску операцију да би побољшао вид и да би се вратио на летење. На крају, Мекина мајк се појављује и говори јој шта је радила кад је напустила њу и њеног оца. Харму лекар каже да му је погрешно дијагностиковано ноћно слепило и да његов прави проблем са очима може да се излечи ласерском терапијом. Чегвиден и Робертс разговарају са ШВО-ом преко видео-везе док је он на мору. |              |                                      |               |                                                             |                      |
| 82 | 21           | Дивљина огледала                     | Алан Џ. Луи   | Пол Левин                                                   | 4. мај 1999.         |
| Агент Кларк Палмер се прави да је Хармов отац и тера га да мисли да умишља. Палмер отима Џордан. Адмирал тражи помоћ од Бада, Мек и Мика док се припрема за случај пре врховног суда, док Бад опонаша шефа прадве. |              |                                      |               |                                                             |                      |
| 83 | 22           | У дубинидуше                         | Џинот Шварц   | Доналд П. Белисарио                                         | 11. мај 1999.        |
| Адмирал Чегвиден и Клејтон Веб иду у Италију да спасу Вебовог ментора (који је спасио Чегвидену живот у Вијетнаму) од Италијанских терориста који хоће да га продају српским екстремистима ако га не ослободе на време. Код куће, Харм се суочава са губитком своје корвете, а Бад и Харијет купују своја кола. |              |                                      |               |                                                             |                      |
| 84 | 23           | То, мала                             | Алан Џ. Луи   | Р. Скот Џемил                                               | 18. мај 1999.        |
| Харм пише молбу за повратак на летење, а СЕКМОР то одобрава јер неће Харма у Вашингтону. Бад тужи војникињу која је затрудела са подређеним, а трудови јој крећу у исто време кад и Харијет. На прагу САГ-а, Харм и Мек се договарају да заједно усвоје дете за 5 година ако још буду били сами. |              |                                      |               |                                                             |                      |
| 85 | 24           | Збогом                               | Џинот Шварц   | Стивен Зито                                                 | 25. мај 1999.        |
| Чарли Линче се поново појављује и прети сестри близнакињи девојчице коју је убио. Харм проналази Лична на броду на ком је служио и тера га да пусти Дарлин пре него што га је убио. Након што се опростио са двеојчицом, Харм се враћа у САГ где му Егвиден говори да има наређење за одлазак на Флориду и да је му последњу прилику да поништи та наређења и остане у САГ-у. Харм то одбија и одлази, поготово након што прими упутства за Ф-14 од Скејтс. |              |                                      |               |                                                             |                      |